# قانون گل زده در خانه حریف
قانون گل زده در خانهٔ حریف، قانونی است که در فوتبال و ورزش‌های دیگر به عنوان راهکاری برای تعیین برنده به کار می‌رود. این قانون زمانی استفاده می‌شود که تیم‌ها دو بار به مصاف هم بروند؛ «دیدار رفت» در خانهٔ یک تیم و «دیدار برگشت» در خانهٔ تیم دیگر. بر طبق قانون گل زده در خانهٔ حریف، در بازی‌هایی که مجموع نتایج در بازی رفت و برگشت مساوی می‌شود، تیمی برنده می‌شود که گل‌های بیشتری در خانهٔ حریف زده است
این قانون در ۲۴ ژوئن ۲۰۲۱ از سوی یوفا برداشته شد

## تعریف
قانون گل زده در خانهٔ حریف غالباً در رقابت‌های رفت و برگشت که در آن‌ها نتیجهٔ پایانی از روی نتیجهٔ مجموع دو دیدار به دست می‌آید اعمال می‌شود. بر طبق این قانون، در شرایطی که در پایان یک دیدار رفت و برگشت، نتیجهٔ مجموع دو مسابقه مساوی باشد (مجموع گل‌های زده و خورده شدهٔ دو تیم در هر دو بازی برابر باشد)، تیمی به عنوان برنده محسوب می‌شود که گل‌های بیشتری در خانهٔ حریف به ثمر رسانده باشد. در بسیاری از مسابقات، قانون گل زده در خانهٔ حریف، اولین معیار برای تعیین برنده در بازی‌های مساوی است. این در حالی است که ضربات پنالتی در اولویت دوم قرار دارد، و زمانی اجرا می‌شود که هر دو تیم نه تنها در نتیجهٔ مجموع، بلکه در تعداد گل‌های زده در خانهٔ حریف نیز مساوی باشند. این قانون به شکل‌های متفاوتی اجرا می‌شود. این تفاوت‌ها، در این می‌باشد که این قانون چه زمانی عملی می‌شود؛ بعد زمان معمولی و عادی مسابقهٔ برگشت، بعد وقت اضافه یا هر دو.

## هدف ایجاد این قانون
یکی از مهم‌ترین هدف‌های ایجاد این قانون این است که در اثر آن، تیم میهمان تشویق به بازی حمله‌ای‌تر و پرهیز از بازی بسته و دفاعی شود. در فوتبال، این قانون سبب می‌شود که بازی دور اول (بازی رفت) شرایط حساسی به خود بگیرد، چرا که تیم میزبان به دلیل ترس از دریافت گل در خانهٔ خود، با تعداد بازیکن کمتری حمله می‌کند، و این در حالی است که تیم میهمان تلاش می‌کند دروازهٔ خود را بسته نگه دارد و در صورت امکان در زمین حریف به گل دست پیدا کند تا این گل در بازی برگشت به کمک آن‌ها بیاید. این قانون همچنین موجب جذاب شدن بازی برگشت نیز می‌شود، زیرا بعد از یک بازی معمولاً کم‌گل در دور رفت هر دو تیم از شانس پیروزی برخوردارند.

## بحث پیرامون این قانون
یکی از نکاتی که همواره در مورد این قانون مورد بحث قرار گرفته است این است که آیا دو تیم شانس یکسانی برای پیروزی دارند یا خیر. به عبارت دیگر، آیا اگر یک تیم در بازی اول میزبان و در بازی دوم میهمان باشد در شرایط یکسانی با حالتی که بازی اول میهمان و بازی دوم میزبان باشد قرار دارد یا خیر. بسیاری بر این عقیده‌اند که شانس تیمی که در بازی اول خارج از خانه به میدان می‌رود بیشتر است؛ چرا که بازی دوم را در خانه و مقابل هواداران خود و در مقابل حریفی بازی می‌کند که در بازی رفت به دلیل ترس از خوردن گل در خانه و احتیاط نتوانسته از امتیاز میزبانی‌اش استفاده کند. البته بر طبق شواهد، این موضوع یک واقعیت محسوب می‌شود که تیمی که در دور اول موفق به زدن گل در خانهٔ حریف شده است، برای خود شانس بیشتری برای صعود به دور بعد قائل است.

## مشهورترین موارد اعمال این قانون

### صعود ایران به جام‌جهانی ۱۹۹۸ فرانسه
این قانون در سال ۱۹۹۷، موجب صعود تیم ملی فوتبال ایران به جام جهانی فوتبال ۱۹۹۸ فرانسه شد. در آن زمان، ایران که در گروه B دور پایانی مرحله مقدماتی جام جهانی فوتبال ۱۹۹۸ (آسیا) دوم شده بود در بازی پلی‌آف تک حذفی مقابل ژاپن در مالزی شکست خورده بود، به مصاف استرالیا می‌رفت. ایران در بازی رفت در ورزشگاه آزادی ۱–۱ تساوی کرد، اما با کسب نتیجهٔ ۲–۲ در ورزشگاه کریکت ملبورن و برتری به خاطر گل زدهٔ بیشتر در خانهٔ حریف، راهی جام‌جهانی شد.

### صعود بارسلونا به دیدار نهایی لیگ قهرمانان اروپا ۰۹–۲۰۰۸
در فصل ۰۹–۲۰۰۸ لیگ قهرمانان اروپا در دیدار نیمه‌نهایی، دو تیم بارسلونا و چلسی به مصاف هم می‌رفتند. بازی اول در نیوکمپ بدون گل به پایان رسید، و در بازی دوم در ورزشگاه استمفوردبریج در حالی که تا دقیقهٔ ۹۳ مسابقه، بازی با نتیجهٔ ۰–۱ به سود چلسی در جریان بود، آندرس اینیستا - هافبک بارسلونا - با به ثمر رساندن گلی حیات‌بخش موجب صعود تیم خود به دیدار نهایی رقابت‌ها با استفاده از قانون گل زده در خانهٔ حریف شد.

### صعود تاتنهام به فینال لیگ قهرمانان اروپا ۱۹–۲۰۱۸
در لیگ قهرمانان اروپا۱۹–۲۰۱۸ در مرحله نیمه نهایی در حالی که تیم آژاکس با نتیجه ۲–۲ مساوی تا دقیقه۹۵ با گل بازی رفت جلو بود تیم تاتنهام با گل دقیقه پایانی لوکاس مورا در مجموع۳–۳ مساوی و با این قانون تاتنهام به فینال لیگ قهرمانان اروپا صعود کرد.

### صعود تاتنهام به نیمه نهایی لیگ قهرمانان اروپا ۱۹–۲۰۱۸
در یک چهارم نهایی لیگ قهرمانان اروپا ۱۹–۲۰۱۸ حالی که تیم باشگاه فوتبال تاتنهام هاتسپر در استادیوم هاتسپر توانسته بود باشگاه فوتبال منچستر سیتی را ۱–۰ شکست دهد و تا دقیقه ۷۸ هم ۴–۲ منچستر سیتی جلو بود که با شوت لورنته حساب کار ۴–۳ شد و در مجموع ۴–۴ و با قانون گل زده بیشتر در خانه حریف تاتنهام توانست به مرحله بعد صعود کند.

### صعود منچستریونایتد به ۱/۸نهایی لیگ قهرمانان اروپا۲۰۱۸/۱۹
در لیگ قهرمانان اروپا۲۰۱۸/۱۹ در حالی که بازی رفت در اولترافورد بازی ۲–۰ به نفع پاریس سنت ژرمن شد بازی برگشت در حالی که بازی ۲–۱ به نفع منچستریونایتد بود که در دقیقه ۹۲ با کمک VAR یک پنالتی به ستون چپ خانه آورد که مارکوس رشفورد توانست آن را گل کند و بازی ۳–۱ و در مجموع ۳–۳ به پایان رسید و با قانون گل زده بیشتر در خانه حریف منچستریونایتد به مرحله بعد صعود کرد.